# Adoxia aenescens
Adoxia aenescens là một loài bọ cánh cứng trong họ Chrysomelidae. Loài này được Sharp miêu tả khoa học năm 1886.